# Noséane
La noséane est une espèce minérale du groupe des silicates, sous-groupe des tectosilicates, composée d'aluminosilicate de sodium combiné au sulfate de sodium, de la famille des feldspathoïdes, de formule chimique Na8Al6Si6O24(SO4) avec des traces : Fe;Ca;K;Cl.

## Historique de la description et appellations

### Inventeur et étymologie

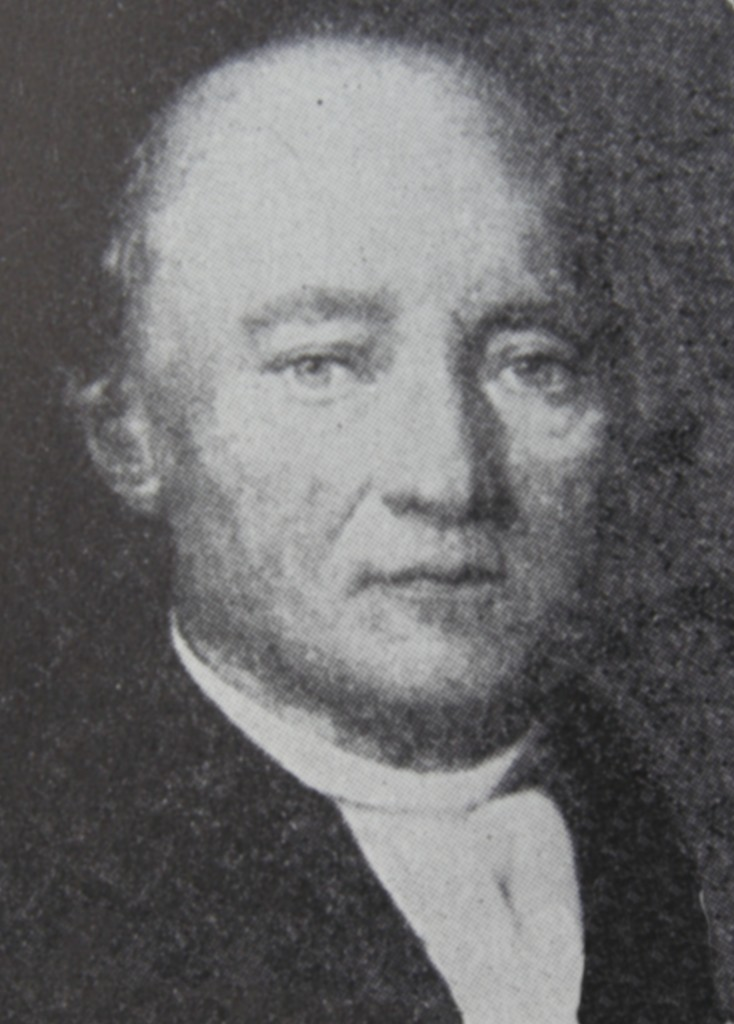
Karl Wilhelm Nose.

C'est Martin Heinrich Klaproth en 1815 qui est l'inventeur de cette espèce, il l'a dédiée au minéralogiste allemand Karl Wilhelm Nose (1735-1835) de Brunswick en Basse-Saxe, découvreur des échantillons types, qui avait initialement décrit l'espèce sous le nom de spinellane.

### Topotype
Laacher See, Eifel, Rhénanie, Allemagne.

### Synonymie
- natron-haüyne [5]
- nosélite
- nosite
- nosiane ou nosine[6]
- spinellane (nose) [7]

## Caractéristiques physico-chimiques

### Critères de détermination
- Cristaux dodécahédriques assez complexes tant dans ses formes que dans ses coloris ce qui rend son identification difficile.
- Se différencie de la sodalite par un chauffage au chalumeau sous lequel il ne se décolore pas.
- Se différencie de la lazurite par un mode de gisement plus réduit mais aussi parce que pas systématiquement accompagné de pyrite.
- Très difficile à différencier d'une haüyne incolore à blanche.

### Variétés et mélanges
- noséanite : variété de basanite riche en noséane et néphéline[8].

### Cristallochimie
- Elle fait partie d'un groupe de minéraux isostructuraux, celui de la sodalite.

Groupe de la sodalite
Le groupe de la sodalite est composé de minéraux ayant une structure isométrique similaire et chimiquement proche ; tous issus des feldspathoïdes, minéraux des roches ignés pauvres en silice. Comme les zéolithes, les feldspathoïdes et le groupe de la sodalite ont des structures cristallines largement ouvertes, ce que traduit parfaitement leur faible densité.
- Haüyne : (Na,Ca)4-8[Al6Si6(O,S)24](SO4,Cl)1-2
- Lazurite : (Na,Ca)8[(S,SO4,Cl2)|Al6Si6O24]
- Noséane : Na8[SO4|Al6Si6O24]
- Sodalite : Na8[Cl2|Al6Si6O24]
- Tsarégorodtsévite : N(CH3)4[AlSi5O12]
- Tugtupite : Na4[Cl|BeAlSi4O12]

### Cristallographie
- Paramètres de la maille conventionnelle : a = 8.85, Z = 1 ; V = 693.15
- Densité calculeé = 2,0

### Propriétés physiques
HabitusLes cristaux de noséane sont pseudohexagonaux ou dodécaédriques ; ils sont rares, de petite taille et ne dépassent pas 2 millimètres.

## Gîtes et gisements

### Gîtologie et minéraux associés
GîtologieOn la retrouve dans les roches magmatiques à faible teneur en silice mais riches en alcalins. C'est une phonolite de type tectosilicate. Elle peut aussi remplir les canaux des zéolites La nosélitite est une roche effusive constituée presque exclusivement de noséane.
Minéraux associésLeucite, magnétite, micas, sanidine, sodalite, titanite, zircon

## Galerie (photomicrographie) Eifel Allemagne

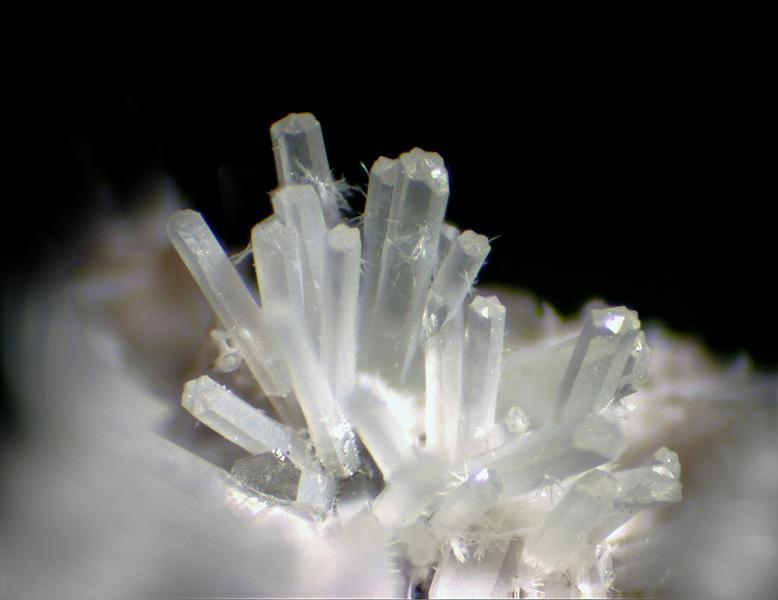
Groupe de cristaux de noséane (Vue : 3 mm) -
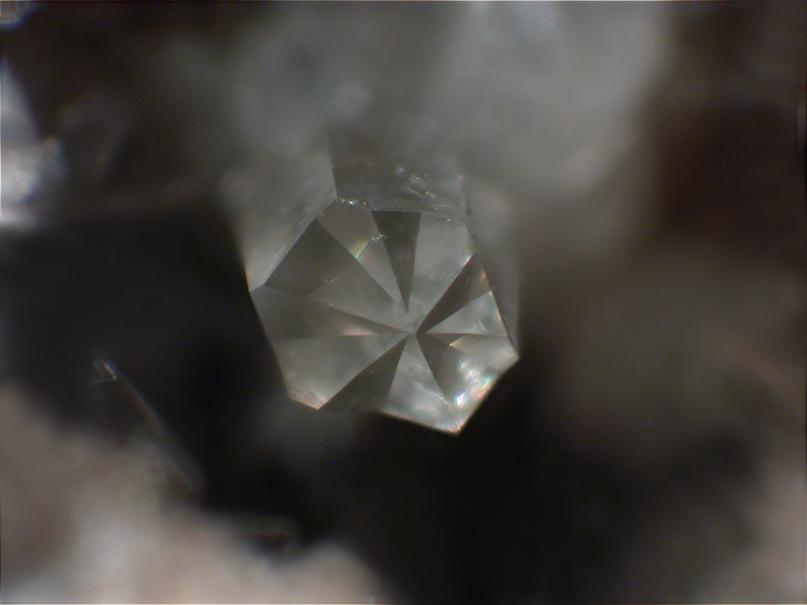
Vue de dessus  (0,5 mm)
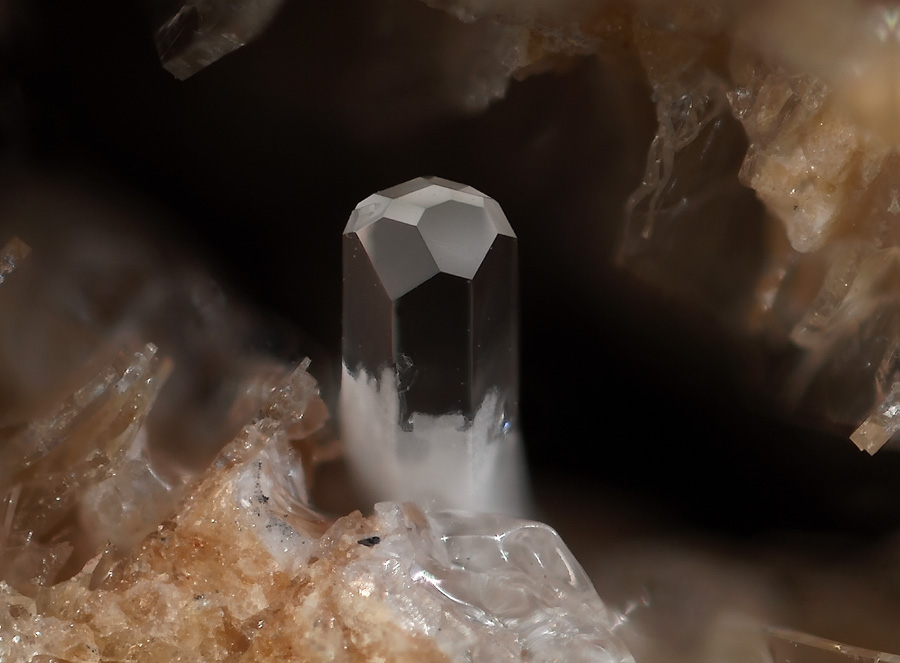
Cristal non maclé (0,7 mm)

### Gisements producteurs de spécimens remarquables
- Allemagne

Rhénanie
Bade-Wurtemberg
- États-Unis

Utah, La Sal Range
- France

Tahiti
- Groenland
- Italie

Latium
- Russie

Mourmansk

## Exploitation des gisements
UtilisationsParfois utilisée en joaillerie mais sa rareté la rend marginale, parfois en remplacement du lapis-lazuli ou en association avec la sodalite.